# ŽKK Jedinstvo Tuzla
Ženski košarkaški klub Jedinstvo Piemonte je ženský basketbalový klub z města Tuzla v Bosně a Hercegovině. Nejslavnější éru prožil ve druhé polovině 80. let 20. století, kdy v roce 1989 vyhrál Pohár mistrů evropských zemí (dnes Euroliga), čili nejprestižnější evropskou klubou soutěž. Roku 1990 hrál finále Poháru Ronchettiové, tehdy druhé nejvyšší soutěže v evropském ženském basketbale. Také vyhrál třikrát jugoslávskou ligu (1987, 1988, 1990). I v éře Bosny a Hercegoviny se stal třikrát mistrem (1994, 1996, 1997). V bosenské nejvyšší soutěži působí dosud. K nejslavnějším hráčkám historie patří Razija Mujanovićová, členka Síně slávy Mezinárodní basketbalové federace. Klub byl založen roku 1945. Klubovými barvami jsou modrá a bílá. Své domácí zápasy Jedinstvo hraje v hale SPKC Mejdan, která má dva sály, větší s kapacitou 5000 diváků, menší s kapacitu 600 diváků. Většina zápasů se hraje v menším sále. V současnosti nese klub sponzorský název Piemonte, v minulosti patřily do názvu též další sponzorské značky jako Aida, Trocal, BH Telecom, Dženex ad.